# Owen Pallett

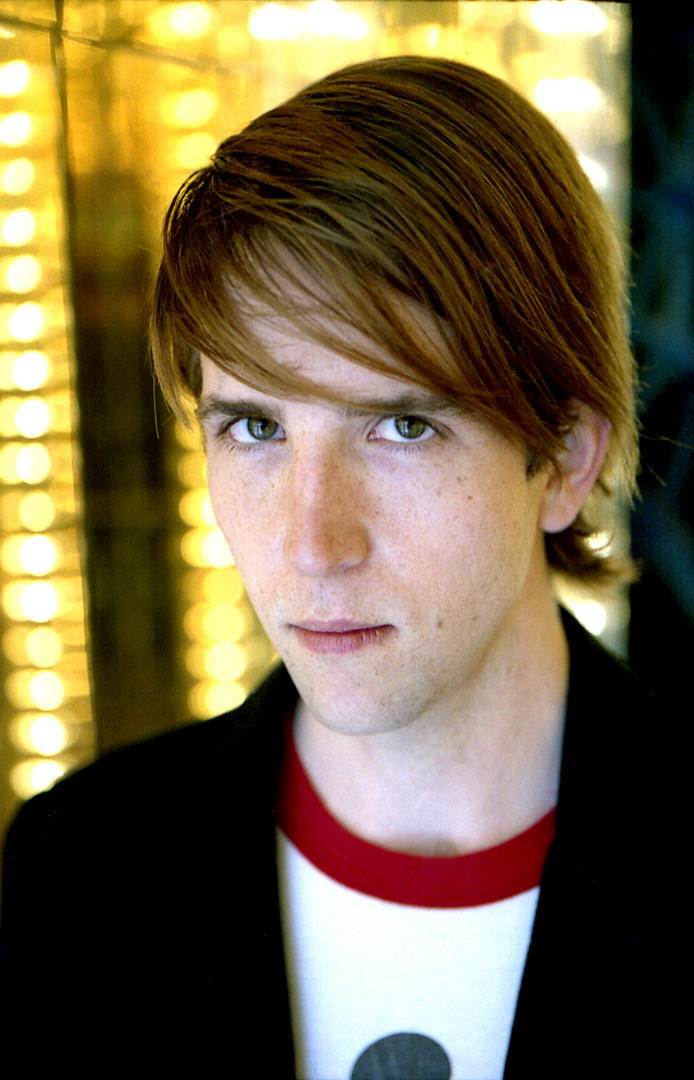

Owen Pallett (Toronto, Canadá, 7 de septiembre de 1979) es un compositor, violinista y vocalista de Toronto, Canadá. Fue el ganador del premio Polaris Music en 2006 por su álbum He Poos Clouds bajo el nombre de Final Fantasy.
Pallett, aparte de ser conocido por su carrera en solitario, también es célebre por sus contribuciones como compositor de cuerda para grupos como Arcade Fire, Beirut y The Last Shadow Puppets entre otros.

## Biografía
Su padre era un ávido organista y le procuró una sólida base en lo que a música clásica se refiere hasta su adolescencia. Pallett empezó a estudiar violín a una temprana edad y compuso su primera pieza cuando contaba con tan sólo 13 años.
Como composiciones notables cabe destacar la música para el videojuego Traffic Department 2192, para películas y dos óperas durante sus años en la universidad de Toronto, de la cual obtuvo la carrera musical en composición en 2002. 
Cree que sus trabajos están muy influidos por su sexualidad, llegando a decir: Y sobre si la música que hago es gay, sí, viene del hecho de que soy gay, pero eso no quiere decir que esté haciendo música sobre eso.

## Final Fantasy
El nombre Final Fantasy bajo el cual Pallett comenzó a grabar era un tributo a la conocida serie de videojuegos de la cual es fan. 
Su álbum debut Has A Good Home salió al mercado el 12 de febrero de 2005 a través de Blocks Recording Club, un sello discografico/cooperativa de Toronto. 
Su segundo disco He Poos Clouds fue sacado en junio de 2006. Éste está compuesto por diez pistas, los cuales tienen cierta relación con las ocho escuelas de magia del juego Dungeons & Dragons y la letra de la canción que da nombre al disco se refiere tanto al videojuego de Nintendo La Leyenda de Zelda como a Las Crónicas De Narnia.

## Heartland
Tras la publicación de 5 EP bajo el nombre de Final Fantasy, en diciembre de 2009, Pallett realizó un comunicado de prensa en el que mostraba su voluntad de retirar ese nombre y que su próximo álbum, Heartland, seria publicado bajo su propio nombre para, así, no tener ningún problema de confusión entre su alias y el juego. Heartland vio la luz en enero de 2010 por Domino Records.

## Premios y distinciones
Premios Óscar
| Año  | Categoría                               | Película | Resultado |
| ---- | --------------------------------------- | -------- | --------- |
| 2014 | Mejor banda sonora (partitura original) | Her      | Nominado  |